# Abu Hajirat Khuatana
Abu Hajirat Khuatana (tiếng Ả Rập: أبو حجيرة خواتنة) hay Abu Hujayrat Khawatinah là một ngôi làng gần al-Hawl ở phía đông tỉnh al-Hasakah, đông bắc Syria.
Ngôi làng nằm ở một con đường chính nối liền thủ phủ tỉnh al-Hasakah, nằm cách đó khoảng 30 kilômét (19 mi) về phía tây, với hai cửa khẩu biên giới quan trọng đến Iraq. Đường biên giới Makhfar Umm Jaris gần dãy núi Sinjar chỉ cách đó khoảng 25 kilômét (16 mi)   về phía đông nam của thị trấn.
Về mặt hành chính, ngôi làng thuộc về phó huyện al-Hawl  của huyện al-Hasakah. Tại cuộc điều tra dân số năm 2004, nó có dân số 1.774 người.

## Lịch sử
Trong Nội chiến Syria, khu vực này đã bị Nhà nước Hồi giáo chiếm đóng. Ngôi làng đã được giải phóng vào ngày 15 tháng 11 năm 2015 bởi Lực lượng Dân chủ Syria trong quá trình tấn công al-Hawl của họ.